# 依洛地坝镇
依洛地坝镇（羅馬化：yyr not ndit ba）是中华人民共和国四川省凉山彝族自治州越西县下辖的一个乡镇级行政单位。，位于越西县境东南部、距离越西县城43千米。

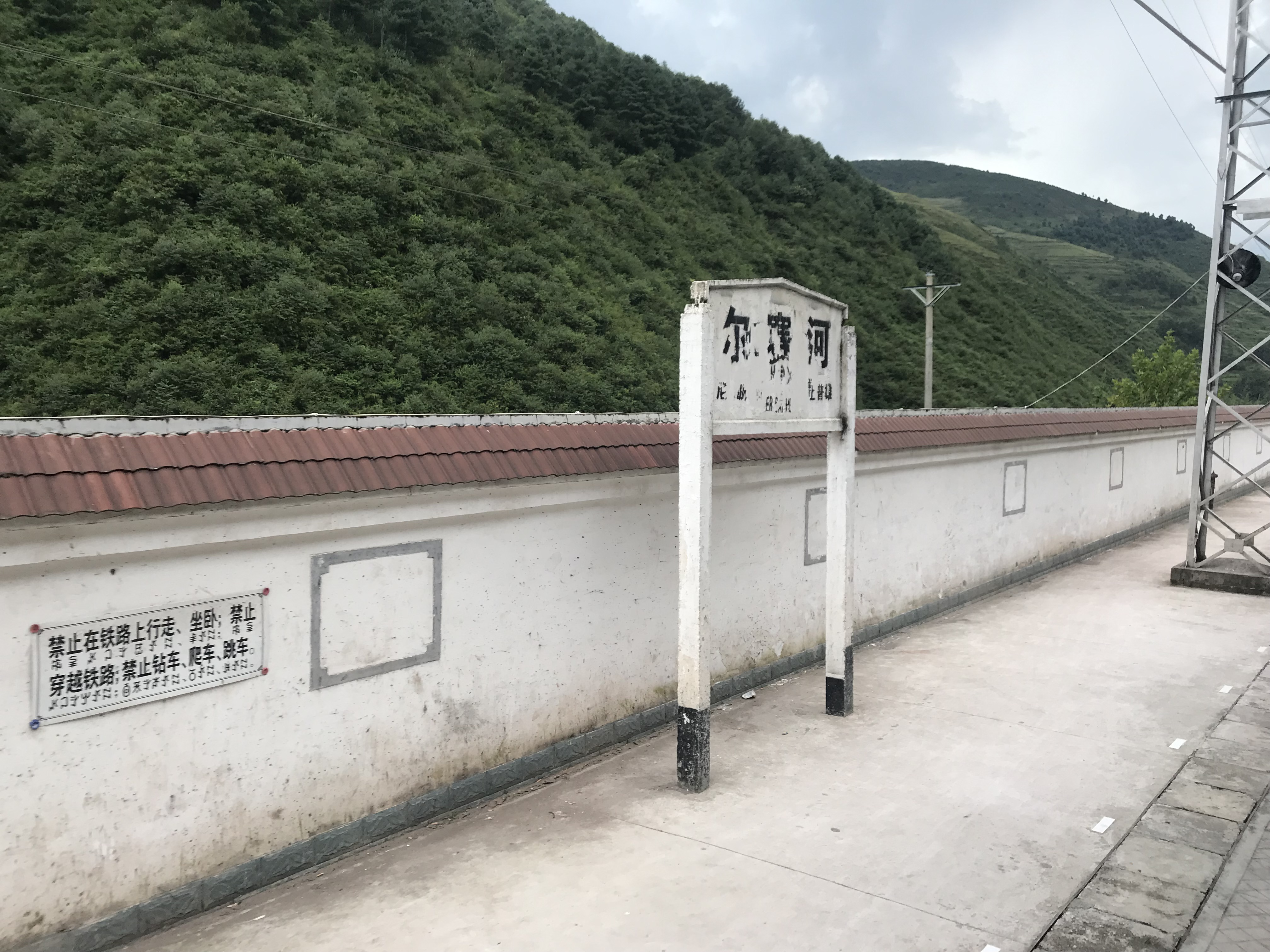
成昆铁路尔赛河站

2021年1月12日，撤销尔赛乡，将其所属行政区域划归依洛地坝镇管辖。该镇是上普雄地区的中心乡镇，普雄河支流依洛河穿镇而过。辖区面积113.6平方千米，最高海拔3000米，最低海拔2100米。

## 行政区划
依洛地坝镇下辖以下地区：
依洛村、沙木洛村、则期村、依吉村、所洛村、牛洛村、树且村和永胜村。
原尔赛乡下辖以下地区：
申则洛村、依达村、洪洛村、花古村、阿尔呷村和格依村。